# Trigonospermum
Trigonospermum là một chi thực vật có hoa trong họ Cúc (Asteraceae).

## Loài
Chi Trigonospermum gồm các loài: